# Roy F. Overbaugh
Roy F. Overbaugh est un directeur de la photographie américain, né le 14 novembre 1882 à Chicago (Illinois) et mort le 6 février 1966 à Los Angeles (Californie). Il est aussi parfois crédité sous le nom Roy Overbaugh ou Roy Overbough.

## Biographie
Roy Overbaugh commence à travailler pour le cinéma dans les années 1910, notamment pour Triangle ou Famous Players-Lasky Corporation.
Il participe notamment aux films d'Arthur Rosson, de Raoul Walsh, de John S. Robertson ou d'Henry King.

## Filmographie partielle
- 1912 : The Wooers of Mountain Kate d'Allan Dwan
- 1913 : The Adventures of Jacques de Lorimer Johnston
- 1913 : Tom Blake's Redemption d'Albert W. Hale et Lorimer Johnston
- 1914 : The Envoy Extraordinary de Lorimer Johnston
- 1915 : The Birth of Emotion de Henry Otto
- 1917 : A Case at Law d'Arthur Rosson
- 1917 : Cassidy d'Arthur Rosson
- 1917 : Grafters d'Arthur Rosson
- 1917 : American - That's All d'Arthur Rosson
- 1917 : The Man Who Made Good d'Arthur Rosson
- 1917 : Her Father's Keeper d'Arthur Rosson
- 1917 : Panthea d'Allan Dwan
- 1918 : La Femme et la Loi (The Woman and the Law) de Raoul Walsh
- 1918 : The Prussian Cur de Raoul Walsh
- 1918 : On the Jump de Raoul Walsh
- 1919 : Wanted: A Husband de Lawrence C. Windom
- 1919 : Erstwhile Susan de John S. Robertson
- 1919 : The Misleading Widow de John S. Robertson
- 1920 : 39 East de John S. Robertson
- 1920 : Away Goes Prudence de John S. Robertson
- 1920 : A Dark Lantern de John S. Robertson
- 1920 : Dr. Jekyll et Mr. Hyde de John S. Robertson
- 1921 : Footlights (en) de John S. Robertson
- 1921 : The Magic Cup de John S. Robertson
- 1921 : Sentimental Tommy de John S. Robertson
- 1922 : Women Men Marry d'Edward Dillon
- 1922 : The Bond Boy d'Henry King
- 1922 : The Man from Home (en) de George Fitzmaurice
- 1922 : The Spanish Jade de John S. Robertson
- 1922 : Love's Boomerang de John S. Robertson
- 1923 : Dans les laves du Vésuve (The White Sister) d'Henry King
- 1923 : Le Vengeur (Fury) de Henry King
- 1924 : Romola d'Henry King
- 1924 : Classmates de John S. Robertson
- 1925 : The Beautiful City de Kenneth S. Webb
- 1925 : Shore Leave de John S. Robertson
- 1925 : Soul-Fire de John S. Robertson
- 1925 : New Toys de John S. Robertson
- 1926 : Nell Gwyn de Herbert Wilcox
- 1928 : Confetti de Graham Cutts
- 1929 : The Return of the Rat de Graham Cutts
- 1930 : Les Révoltés (Outside the Law) de Tod Browning
- 1930 : The Little Accident de William James Craft
- 1930 : What Men Want d'Ernst Laemmle
- 1930 : Young Desire de Lewis D. Collins
- 1930 : Wolves d'Albert de Courville
- 1930 : The Bishop Murder Case de David Burton et Nick Grinde
- 1931 : Penrod and Sam de William Beaudine
- 1931 : Madame Guillotine (en) de Reginald Fogwell
- 1933 : The Solitaire Man de Jack Conway
- 1933 : Riot Squad de Harry S. Webb
- 1935 : Together We Live de Willard Mack